# Maranhão
 Ovo je glavno značenje pojma Maranhão. Za rijeku u Brazilu pogledajte Maranhão (rijeka).
Maranhão je brazilska država smještena uz atlantsku obalu prema unutrašnjosti Brazila. Glavni i najveći grad države je São Luís.

## Zemljopis
Maranhão se nalazi na sjeveru Brazila. Na sjeveru države nalazi se Atlantski ocean, susjedne države su Piauí, Tocantins i Pará. 

## Povijest
Prvi poznati Europljanin koji je istraživao Maranhao bio je španjolski istraživač Vicente Yáñez Pinzón 1500. Prvo europsko naselje, međutim, je napravila francuska trgovinska ekspedicije pod vodstvom Jacquesa Riffaulta 1594., koji je izgubio dva od tri svoja broda u blizini otoka São Luís, te je ostavio dio svojih ljudi na tom otoku, kada se vratio kući. Francuzi su osnovati svoju koloniju na otoku 1612, Portugalci su ih protjerani 1615. a kasnije su došli i Nizozemci.
São Luís je glavni grad neke brazilske države koji najviše sliči portugalskom gradu, povijesni centar grada je proglašen svjetskom kulturnom baštinom 1997. godine.

## Stanovništvo
Prema Brazilskom zavodu za statistiku 2008. godine u državi živi 6.400.000 stanovnika, dok je gustoća naseljenosti 18,16 stan./km ².
Većina stanovništva živi u urbanim područjima njih 68,1% (2006), rast stanovništva je 1,5% od 1991. do 2000. 
Većina stanovništva su mulati 66,74% zatim bijelci 25,57% i crnci 6,41% dok je indijanaca 0,60%.

## Vanjske poveznice
- Službena stranica  Arhivirana inačica izvorne stranice od 20. kolovoza 2021. (Wayback Machine)